# O.Torvald
O.Torvald, er en rock metalband som repræsenterede værtslandet Ukraine i Eurovision Song Contest 2017, med sangen "Time". De opnåede en 24. plads.
I februar 2017 vandt bandet den ukrainske nationale udtagelse til Eurovision Song Contest.